# Marisa Abbondanzieri
Marisa Abbondanzieri (Arcevia, 14 gennaio 1956) è una politica italiana.

## Biografia
Licenza media superiore presso l'Istituto magistrale, è insegnante di scuola elementare. Iscritta al Partito Comunista Italiano dal 1976, ha esordito nella sua esperienza politica nell'amministrazione del proprio paese natale, di cui è stata consigliere comunale, assessore, vicesindaco e sindaco, nel periodo compreso fra il 1978 e il 1999.
Nel frattempo, è stata eletta alla Camera dei deputati (nel 1999, subentrando alla dimissionaria Nilde Iotti) ed è stata riconfermata nel 2001, nella quota proporzionale per la lista dei Democratici di Sinistra nelle Marche. Termina il proprio mandato parlamentare nel 2006.